# Stablecoin
Stablecoin – token płatniczy, którego wartość jest trwale powiązana z wartością dobra pozostającego w obrocie, np. złota lub oficjalnej waluty (FIAT).
Może, przy zachowaniu dodatkowych wymogów przewidzianych w ustawie o usługach płatniczych, spełniać definicję pieniądza elektronicznego.